# John Gloninger
John Gloninger (* 19. September 1758 in Lebanon Township, Lancaster County, Province of Pennsylvania; † 22. Januar 1836 in Lebanon, Pennsylvania) war ein US-amerikanischer Politiker. Im Jahr 1813 vertrat er den Bundesstaat Pennsylvania im US-Repräsentantenhaus.

## Werdegang
John Gloninger besuchte die öffentlichen Schulen seiner Heimat. Er nahm am Unabhängigkeitskrieg teil und war später Bataillonskommandeur bei der Staatsmiliz. Im Jahr 1790 wurde er für kurze Zeit Abgeordneter im Repräsentantenhaus von Pennsylvania. Danach saß er zwischen 1790 und 1792 im Staatssenat. Im Jahr 1790 wurde er zum Friedensrichter im Dauphin County ernannt. Ab 1791 war er auch als Richter tätig, was auf ein früheres Jurastudium schließen lässt. Politisch wurde er Mitglied der Ende der 1790er Jahre von Alexander Hamilton gegründeten Föderalistischen Partei.
Bei den Kongresswahlen des Jahres 1812 wurde Gloninger im dritten Wahlbezirk des Staates Pennsylvania in das US-Repräsentantenhaus in Washington, D.C. gewählt, wo er am 4. März 1813 die Nachfolge von Roger Davis antrat. Dieses Mandat im Kongress konnte er bis zu seinem Rücktritt am 2. August desselben Jahres ausüben. Seine kurze Amtszeit war von den Ereignissen des Britisch-Amerikanischen Krieges geprägt.
Gloningers Rücktritt erfolgte nach seiner Ernennung zum Richter im Lebanon County. Dieses Amt trat er am 11. September 1813 an. Er starb am 22. Januar 1836 in Lebanon.